# Casa Armstrong Poventud
La Casa Armstrong Poventud també coneguda com la «Casa de las Cariátides» és un edifici localitzat en la zona històrica de Ponce, Puerto Rico, al costat de la Catedral Nuestra Señora de Guadalupe, i construït el 1899. Va ser dissenyada per Manuel Víctor Domenech per la família Armstrong Poventud. Està inclosa en el Registre Nacional de Llocs Històrics dels EUA. El 1991, l'Institut de Cultura Porto-riquenya va convertir la casa en un museu.
La casa fou construïda pel comerciant, industrial i banquer, Carlos Armstrong Toro i la seva esposa, Eulàlia Pou i Carreras, tia del pintor ponceny Miguel Pou. Carlos Armstrong va fundar el Banc de Ponce i el Banc de Crèdit i Estalvi Ponceño. A més, va desenvolupar una xarxa bancària internacional amb oficines a Puerto Rico, Cuba, Nova York i Dinamarca. En aquest últim país fou honrat amb l'Orde Danabru i fou nomenat cònsol de Dinamarca a Puerto Rico.
A la residència, van viure després José Angel Poventud i la seva dona, Julia Armstrong Pou, filla de Carlos Armstrong. La residència va ser venuda al govern de Puerto Rico el 1986.

## Descripció
La casa és eclèctica. En la seva façana sobresurt l'estil del palauet toscà amb algunes reminiscències del neoclassicisme i del modernisme català. El mestre artesà va ser Elías Concepción Albizu. Destaquen les figures de les cariàtides en el seu pòrtic, tot i que cal assenyalar que una de les figures és una cariàtide i l'altra un atlante.
La Casa Armstrong no ha sofert modificacions significatives des que va ser construïda. Destaquen les motllures i pilastres que modulen la seva façanes, típics de les viles toscanes. A un costat de l'estructura, el vestíbul d'entrada és un element de la tradició colonial espanyola que adopta l'edifici. Els pisos de l'interior són de parquet i els sostres originals de metall repujat, pintat a mà.
La seva localització en la parcel·la més prominent de la ciutat, davant de la catedral i la plaça pública, realcen la importància de l'estructura com a fita i al seu propietari dins de la societat Ponceña.